# 駱勒沙
駱勒沙（1928年8月6日—2007年8月20日），加拿大政治人物，加拿大進步保守黨籍。
1928年生於魁北克省聖保祿。早年從事公共關係及銷售工作。1968年當選加拿大下議院議員，代表若利耶特選區。1971年退出加拿大進步保守黨，以抗議該黨對「加拿大由兩個國族組成」及「魁北克人有自決權」兩觀念之反對。1974年初重返保守黨黨團會議。1979至1980年任補給及服務部長。1981年初辭去下議院議席，轉而投身省政。1984年任工務部長。1987年因被控接受賄賂而辭職。控罪最終被撤回。
2007年逝世，享壽79歲。前總理梅龍尼表示哀悼。